# Plater
Cet article possède un paronyme, voir Platter.

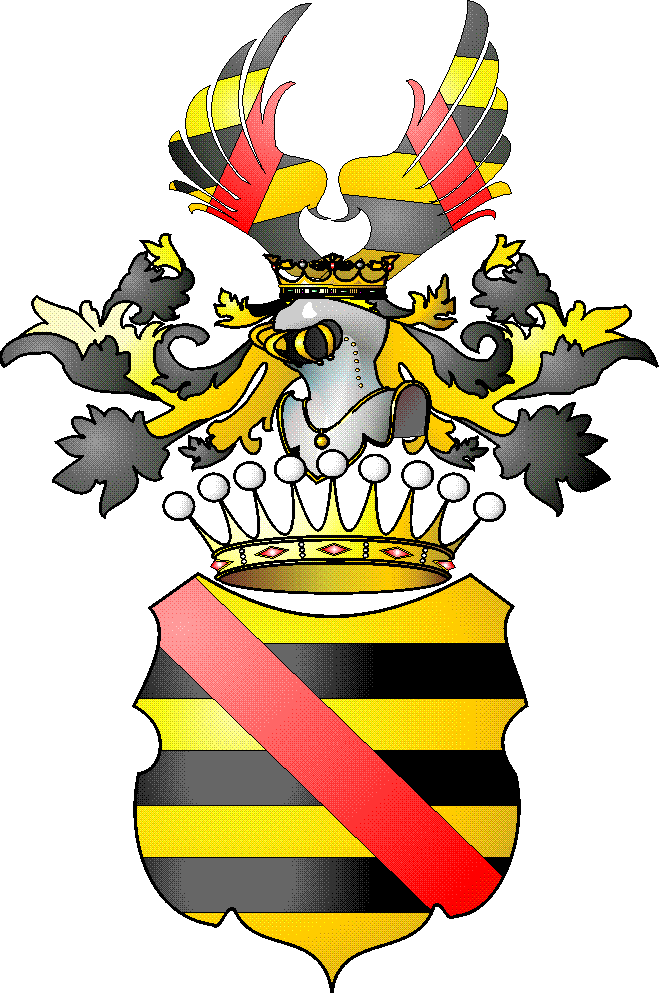
Armes des comtes Plater

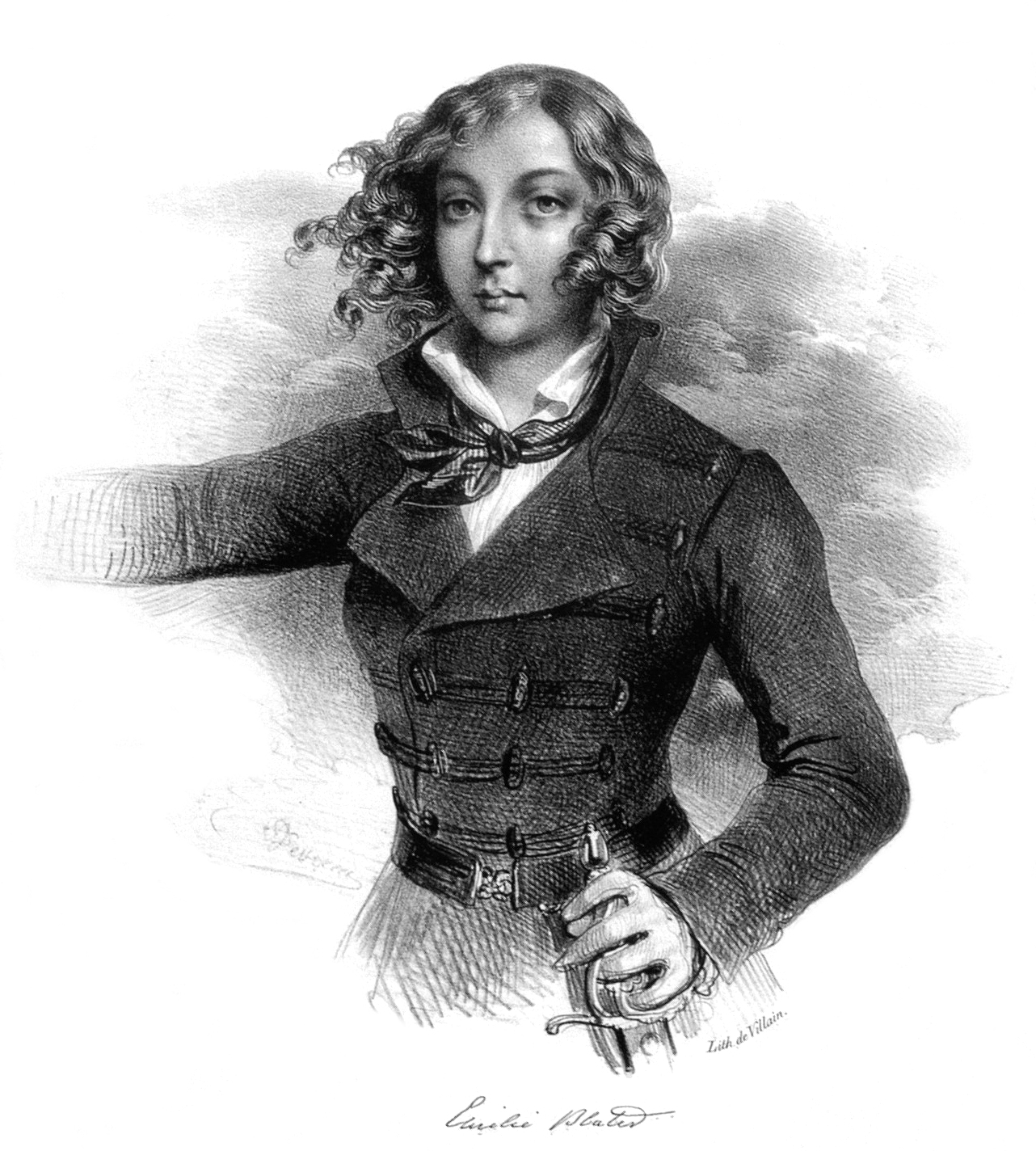
Émilie Plater

Plater est le nom d'une famille aristocratique d'origine allemande, dont les membres germano-baltes, les comtes von Plater, ont vécu dans les actuelles Lettonie, Lituanie et Biélorussie dans le cadre du grand-duché de Lituanie, par la suite uni à la Pologne au sein de la république des Deux Nations. 
À l'époque des partages de la Pologne, plusieurs membres de la famille ont été des patriotes polonais de premier plan, particulièrement Émilie Plater (1806-1831), héroïne nationale en Pologne, Lituanie et Biélorussie.
Cette famille existe toujours en Pologne, avec les lignées Broel-Plater et Plater-Syberg. Il existe également une branche de la famille en Australie, les de Plater. L'actuel chef de la famille est le comte Stanislas Plater-Zyberk (né en 1949), qui réside en Belgique.

## Histoire

### Les origines westphaliennes
L'origine de la famille Plater se trouve au Moyen Âge en Westphalie, où la famille est mentionnée dès le XIIIe siècle sous le nom de Broel, en premier lieu en 1217 avec Gerhard de Brule, puis en 1274 et 1277 avec Hinricus de Broyle ; quant au nom de Plater, il apparaît en 1392 avec Rötger von dem Broel genannt Plater. 
Le nom de Broel vient du château (disparu) de Bröhl, anciennement « maison Broel » (Haus Broel), qui se trouvait à Westhemmerde (commune d'Unna, en Rhénanie-du-Nord-Westphalie). Au début du XVIIIe siècle, il n'en restait que des ruines. 

### Les Plater dans l'ordre Teutonique
Plusieurs membres de cette famille partent à la fin du Moyen Âge pour la Livonie, dans le cadre des croisades menées contre les païens de la rive orientale de la mer Baltique par les chevaliers des ordres guerriers allemands, en particulier l'ordre Teutonique, qui a pris en 1237 le contrôle  des chevaliers Porte-Glaive, devenu l'ordre de Livonie. 
Au XVe siècle et au début du XVIe, plusieurs Plater apparaissent parmi les responsables de l'ordre, la plupart restant sans descendance du fait de leur statut religieux.
La famille Plater s'éteint en 1659 en Allemagne, mais sa branche germano-balte persiste après la disparition des ordres guerriers. L'ordre Teutonique disparait lorsque son grand-maître, Albert de Brandebourg, converti au luthéranisme, le sécularise en 1525, créant le duché de Prusse, vassal de la Pologne. L'ordre de Livonie est à son tour sécularisé en 1561 par le grand-maître Gotthard Kettler, qui devient duc de Courlande, lui aussi vassal de la Pologne ; mais il ne contrôle qu'une partie très limitée des territoires de la Livonie : la Courlande et le Zemgale (ou Sémigalie), au sud du fleuve Daugava. Les autres territoires sont accaparés par la Suède (nord de l'Estonie), le Danemark (Saaremaa) et la Pologne.
La Pologne a une souveraineté directe sur les territoires situés au nord de la Daugava jusqu'au lac Peipous : la partie sud de l'Estonie, le Vidzeme et le Latgale, avec les villes de Riga, de Dünaburg (Daugavpils) et de Dorpat (Tartu), qui forment la voïvodie d'Inflanty (ou voïvodie de Livonie, ou « Livonie polonaise »). Cette voïvodie a la particularité de relever de l'union entre le royaume de Pologne et le grand-duché de Lituanie, union personnelle jusqu'en 1569, puis officielle après le traité de Lublin, qui institue la république des Deux Nations.

### La période de la république des Deux Nations (1569-1795)
La république des Deux Nations est un État fondé sur l'élection (à vie) du monarque et sur le grand pouvoir de la Diète, entièrement contrôlée par la noblesse, particulièrement par la haute noblesse, les « magnats ».
La famille Plater devient une famille de magnats de l'union polono-lituanienne. Les Plater font en effet partie des très grands propriétaires de Livonie, principalement dans la région de Latgale (ville principale : Daugavpils).

### Après les partages de la Pologne
Après les partages de la Pologne (1772, 1793 et 1795) et l'annexion du grand-duché par la Russie, certains Plater se mettent au service des tsars, mais d'autres deviennent des patriotes polonais, notamment pendant l'insurrection de 1830-1831 : c'est le cas d'Émilie Plater, mais aussi de César et de Louis Plater.

## Les Plater avant leXVIIIesiècle

### L'époque des ordres guerriers (jusqu'en 1561)
- Johann von dem Broele genannt Plater[5] (1502–1529)[6], maréchal de l'ordre Teutonique en Livonie.

- Vennemar Plater, mentionné en 1430 comme Vogt (prévôt) à Grobin (actuelle Grobiņa). Sans descendance.
- Heinrich Plater, gouverneur de Daugavpils de 1510 à 1525. Sans descendance.
- Albert Plater, commandeur provincial de l'ordre Teutonique à Wenden (actuelle Cēsis). Sans descendance
- Friedrich Plater, commandeur de l'ordre et maréchal des terres de Livonie, ambassadeur de la Livonie auprès du pape Léon X (1517), dont le fils unique, Rötger, est à l'origine de la famille Plater.
- Rötger Plater, fils de Friedrich, a eu deux fils : Johann et Friedrich
- Johann Plater, fils de Rötger, maréchal de l'ordre Teutonique[7]. Sans descendance.
- Friedrich (II) Plater, fils de Rötger, a eu deux fils : Johann et Heinrich. Après la fin de l'ordre de Livonie, il devient propriétaire d'un domaine à Koknese[8].
- Johann Plater, fils de Friedrich II : descendance éteinte en 1908
- Heinrich Plater (1570-1630), fils de Friedrich II : à l'origine des actuels Plater[9]. Il devient propriétaire du château et domaine d'Indrica[10].

### Après la sécularisation
- Jean André Plater (Jan Andrzej Plater, 1626-1696[11]), petit-fils de Heinrich Plater (par Gothard, 1600-1664) : propriétaire du domaine d'Indrica, voïvode de Livonie, converti au catholicisme en 1695. Père du fondateur de la branche de Kreslau.

## XVIIIeetXIXesiècles
À cette époque, tous les Plater portent le titre de « comte » (hrab, en abrégé hr.) ; leur blason (herb, en abrégé h.) est « Plater ».

### Branche de Dusetos
Le domaine de Dusetos (en polonais Dusiaty) était situé en Livonie (actuelle Lettonie). La biographie d'Émilie Plater mentionne un séjour à Dusetos en 1823.
- Jean Plater ou Broel-Plater[12] (1759-1789). Inhumé à Dusetos (Dusiaty).

- Casimir Ladislas Plater ou Broel-Plater (hr. Kazimierz Władysław Broel-Plater, 1779-1819), fils de Jean, époux d'Elonora Apolinara Żaba[13] (1780-1847). Mort à Saint-Pétersbourg.

- Ladislas Plater ou Broel-Plater (1808-1889), fils de Casimir Ladislas : il participe à l'insurrection de 1830-1831, puis, exilé après sa défaite, crée à Paris le journal Le Polonais ; il est aussi le fondateur du musée polonais de Rapperswil en Suisse ; il soutient l'insurrection de 1863. Mort à Zürich.

- César Plater (Cesary Plater, 1810-1869), fils de Casimir Ladislas et frère du précédent : étudiant à Berlin en 1830, il rentre participer à l'insurrection de 1830-1831 ; ensuite exilé à Paris où il est proche du prince Czartoryski ; membre de la Société littéraire polonaise, de la Société lituanienne et des Terres russiennes (Towarzystwo Litewskie i Ziem Ruskich), etc. ; revenu en Pologne en 1842, il s'installe en Grande-Pologne, alors sous souveraineté prussienne (grand-duché de Posen), devenant propriétaire du domaine de Góra[14] et s'occupant d'œuvres philanthropiques diverses ; il bénéficie de l'amnistie de 1857 du tsar Alexandre II. Mort à Góra.

### Branche de Kreslau (à partir de 1729)
Le domaine de Kreslau (aujourd'hui Krāslava en Lettonie), situé en Livonie, est acquis par un Plater en 1729. Il fait partie des territoires annexés par l'Empire russe dès le premier partage de la Pologne (1772).
- Jean Louis Plater (Jan Ludwik Plater, ca 1690-1736), fils de Jean André (1626-1696), cité précédemment : héritier du domaine d'Indrica ; staroste de Daugavpils ; voïvode de Livonie (1735) ; député de Livonie à la Diète polonaise ; surnommé « le patriarche de Livonie » ; acheteur du domaine de Kreslau (à 20 km d'Indrica).

- Constantin Louis Plater (Konstanty Ludwik hr. Plater z Broelu h. wł.[16], 1722-1778), fils de Jean Louis : staroste de Livonie, staroste de Daugavpils, grand notaire de Lituanie (1746-1754), castellan de Polotsk (1754-1758), voïvode de Mstsislaw (1758-1770), castellan de Troki (Trakai) à partir de 1770 ; héritier du domaine de Kreslau. Mort à Kreslau.

- Joseph Vincent Plater (1745-1806), fils de Constantin Louis : pisarz polny (notarius campestris) de Lituanie (1771-1783) ; lieutenant général de l'armée du grand-duché (1778-1791) ; chevalier de Malte (à partir de 1780) ; membre de la confédération de Targowica en 1792. Né à Kreslau et mort à Berestetchko (actuelle Ukraine), sans descendance.

- Auguste Jérôme Hyacinthe Plater (August Hieronym Hiacynt Broel-Plater[17], 1750-1803), plus jeune fils de Constantin Louis, héritier du domaine en 1778 : membre de la confédération de Targowica en 1792 ; chevalier de l'ordre de Saint-Stanislas et de l'ordre de l'Aigle blanc ; il assiste au couronnement du tsar Paul Ier (successeur de Catherine II) en 1796 en tant que représentant du gouvernement de Polotsk.

- Adam Plater ou Broel-Plater (Adam Antoni Onufry Broel-Plater, 1790-1862), fils d'Auguste Jérôme Hyacinthe :  membre de la Société archéologique impériale de Russie ; il a étudié la géologie de la région lettone de Latgale (travaux publiés en 1832), puis mené des recherches archéologiques (publiées en 1848 à Riga). Né et mort au château de Kreslau.

- Casimir Constantin Plater (Kazimierz Konstanty, 1749-1807), troisième fils de Constantin Louis : capitaine de la Cavalerie nationale de Lituanie (Kawaleria Narodowa) ; membre (sénateur) de la Grande Diète (1788-1792) et signataire de la constitution du 3 mai 1791 ; rallié à la confédération de Targowica en 1792 ; dernier vice-chancelier de Lituanie (1793-1795) ; époux d'Isabelle Borch, rédactrice (par traduction de l'allemand) dans les années 1789-1792 du premier journal pour enfants de Pologne, l'hebdomadaire Przyjaciel Dzieci (« L'Ami des enfants »). Mort à Naujasis Daugėliškis (actuelle Lituanie).

- Louis Plater (Ludwik August Plater, Ludwig von Plater, 1774-1846), fils de Casimir Constantin : il entre en 1794 comme volontaire dans l'armée nationale polonaise de l'insurrection de Kosciuszko et devient aide de camp du général Joseph Sierakowski (1750-1817) ; en 1815, il devient membre du Conseil d'État du royaume de Pologne, où il dirige la section des Domaines et Forêts. Durant l'insurrection polonaise de 1830-1831, lui et le général Kniaziewicz sont à la tête de la légation du gouvernement national polonais à Paris ; après la défaite de l'insurrection, condamné au bannissement et à la confiscation de ses biens, il reste à Paris ; proche du prince Adam Czartoryski, il devient vice-président de la Société littéraire polonaise ; en 1840, il revient s'installer en Posnanie, alors partie du royaume de Prusse (grand-duché de Posen) et y meurt le 6 octobre 1846. Né au château de Kreslau et mort à Psarskie (Grande-Pologne).

- Stanislas Plater ou Broel-Plater (1784-1851), fils de Casimir Constantin et frère du précédent : archéologue, historien de la Pologne, auteur d'un Atlas historique de la Pologne en français (1827). Né à Naujasis Daugėliškis (actuelle Lituanie, apskritis d'Utena) et mort à Wroniawy (Grande-Pologne).

- Joseph Casimir Broel-Plater (1796-1852), petit-fils de Constantin Louis[18] : exilé à Smolensk après l'insurrection de 1830-1831 pour l'aide apporté à des insurgés, notamment à César Plater, précédemment cité.

- Léon Plater (1836-1863), fils de Joseph Casimir : après une enfance à Smolensk, il est autorisé à faire des études secondaires au lycée de Riga, sous la garde de son frère aîné Auguste (1822-1861), fonctionnaire dans les services du gouverneur de Riga ; après ses études, il s'occupe seulement du domaine familial ; lorsque le soulèvement de 1863 éclate, il se décide à le rejoindre le 23 avril 1863 ; arrêté le 27 mai après quelques engagements, il est emprisonné à Daugavpils, condamné à mort et exécuté le 8 juin[19]. Né à Kombuli (près de Krāslava/Kreslau) et mort fusillé à Daugavpils. Lieu d'inhumation inconnu.

### Branche Plater-Syberg (à partir de 1803)

Blason famille Plater-Zyberk

Cette branche est issue de la précédente, puisque créée par un des fils de Casimir Constantin Plater (1749-1807) dans le cadre de la Lituanie annexée par l'Empire russe. 
- Michel Plater puis Plater-Syberg (1777-1863), en polonais : Michał Zyberg-Plater, en russe Михаил Казимирович Плятер-Зиберг[20], frère de Louis et de Stanislas Plater, cités précédemment : marié en 1803 avec Isabelle Syberg zu Wischling (1785-1849), il reçoit du tsar l'autorisation de porter le nom de son épouse en complément du sien (afin de maintenir le nom de Syberg) et de porter les armoiries des Syberg ; vice-gouverneur du gouvernement de Vilna (Wilno) de 1815 à 1819, alors que le gouverneur est le prince Drucki-Lubecki[21] ; Émilie Plater vit (avec sa mère) dans son domaine de Liksna[22] à partir de 1815 et est éduquée avec ses cousins[23] Louis et Casimir, fils de Michel.

- Stanislas Kostka Plater-Syberg[24] (1823-1896), plus jeune fils de Michel : officier du génie dans l'armée russe (commandant) jusqu'en 1855 ; maréchal de la noblesse du district de Daugavpils (1858) ; inspecteur du lycée de Daugavpils (1860) ; fondateur du journal Slovo[25] ; créateur dans son domaine de Kalupe[26] d'un parc (sur les rives du lac), où il fait ensuite construire un manoir et une église ; pendant le soulèvement de 1863, il refuse la voie de la violence pour rétablir l'État polonais et participe à des réunions du parti des Blancs à Varsovie. Né à Pilskalne dans le manoir de Schlosberg/Pilskalne[27] (actuelle Lettonie) et mort à Vienne (Autriche).

- Nicolas Plater-Syberg (mort en 1863), gouverneur de Vilna[réf. nécessaire].

### La famille d'Émilie Plater
- François Xavier Plater (Franciszek Ksavery Plater, 1783-1837[28]), époux d'Anna von der Mohl, dont il divorce en 1815.

- Émilie Plater (Emilia Plater, 1806-1831), fille de François Xavier, héroïne de l'insurrection de 1830-1831.

### Autres lignées
- Guillaume Jean Broel-Plater (Wilhelm Jan Broel-Plater, 1715-1769)[29]. Guillaume Jean possédait un domaine à Šateikiai (actuelle Lituanie). Mort à Vilnius.

## XXesiècle
- Joseph Broel-Plater (1890-1941), engagé volontaire dans l'armée française en 1914 ; champion de bobsleigh (Jeux olympiques d'hiver de 1928) ; officier dans l'armée polonaise, il est arrêté en 1940 et déporté au camp de Dachau où il meurt.
- Alexandre Plater-Syberg (1899-1981), prêtre, prélat de Sa Sainteté[pas clair], écrivain et mémorialiste[30].
- Stanislas Plater-Zyberk (né en 1949).